# Aqrakamani
Aqrakamani núbiai kusita uralkodó volt a meroéi korszakban. Valószínűleg i. e. 29 és 25 között uralkodott. Egyetlen, démotikus feliratról ismert a dakkai templomból; ennek datálása kérdéses, de valószínűnek tűnik, hogy akkor készült, amikor a Triakontaszkhoinosz (Alsó-Núbia egy része, ahol a dakkai templom áll) épp meroéi uralom alatt volt. A szövegben a király 3. uralkodási éve szerepel. A felirat említi anyját, Naytal királynőt (t3 pr-ˁ3.t) is.

## Fordítás
- Ez a szócikk részben vagy egészben  az   Aqrakamani című angol Wikipédia-szócikk ezen változatának fordításán alapul.  Az eredeti cikk szerkesztőit annak laptörténete sorolja fel. Ez a jelzés csupán a megfogalmazás eredetét és a szerzői jogokat jelzi, nem szolgál a cikkben szereplő információk forrásmegjelöléseként.